# Ataque de granadas en Dhaka (2004)
El ataque con granadas de Dhaka de 2004 tuvo lugar durante una manifestación antiterrorista organizada por la Liga Awami en la avenida Bangabandhu en Daca, Bangladés, el 21 de agosto de 2004. 

## Acontecimiento
Allí, a plena luz del día, militantes islamistas lanzaron un atroz ataque con granadas contra esa manifestación. El atentado dejó 24 muertos y 400 heridos. Se llevó a cabo a las 17:22 horas después de que Sheikh Hasina, líder de la oposición, terminara de dirigirse a una multitud de 25.000 personas desde la parte trasera de un camión.
Los ataques tuvieron como objetivo a la presidenta de la Liga Awami, Sheikh Hasina y en la que murieron varios líderes de ese partido, que la protegieron. Fallaron en matarla, pero en ese ataque ella quedó herida. Perdió parcialmente por ello la capacidad de oír en un oído. 24 personas en total murieron y otras 400 fueron heridas.

## Investigación
La primera investigación del crimen se llevó a cabo durante el gobierno del BNP-Jamaat, que gobernó entre 2001 y 2006. Sin embargo no se presentó ningún informe al respecto.
En 2007 la organización terrorista e islamista Harkat-ul-Jihad al-Islami confesó el crimen. En 2008 22 personas fueron acusadas por el crimen. Sin embargo también se descubrió más tarde que altos miembros del BNP y de Jamaat, que entonces estaban en el gobierno, y miembros del estado también estaban involucrados en el crimen. Por ello, en 2012 otras 30 personas provenientes de ese círculo de personas también fueron acusadas.
Más tarde 38 de esas personas fueron condenadas por el crimen. 19 de esos condenados recibieron penas de muerte y los otros 19 recibieron cadenas perpetuas. Entre los condenados también había miembros del BNP, partido rival de la Liga Awami. Entre esos miembros también fue condenado Tarique Rahman, el hijo de la encarcelada líder opositora, líder de la BNP y ex primera ministra Khaleda Zía, que fue condenado a cadena perpetua. Otras 10 recibieron diferentes penas de cárcel por actos de encubrimiento relacionados con ese crimen. Finalmente otras tres, entre ellos un alto miembro de Jamaat, fueron separados del caso por haber sido condenados a muerte y ejecutados en otros casos judiciales antes del veredicto sobre este caso.
Desde entonces la condena está siendo apelada. También cabe destacar que 18 de los acusados son todavía fugitivos, entre ellos también Tarique Rahman.